# Castaño del Robledo
Castaño del Robledo is een gemeente in de Spaanse provincie Huelva in de regio Andalusië met een oppervlakte van 13,00 km². Castaño del Robledo telt 206 inwoners (1 januari 2016).

## Demografische ontwikkeling
Bron: INE, 1857-2011: volkstellingen